# پیلیسیوکی

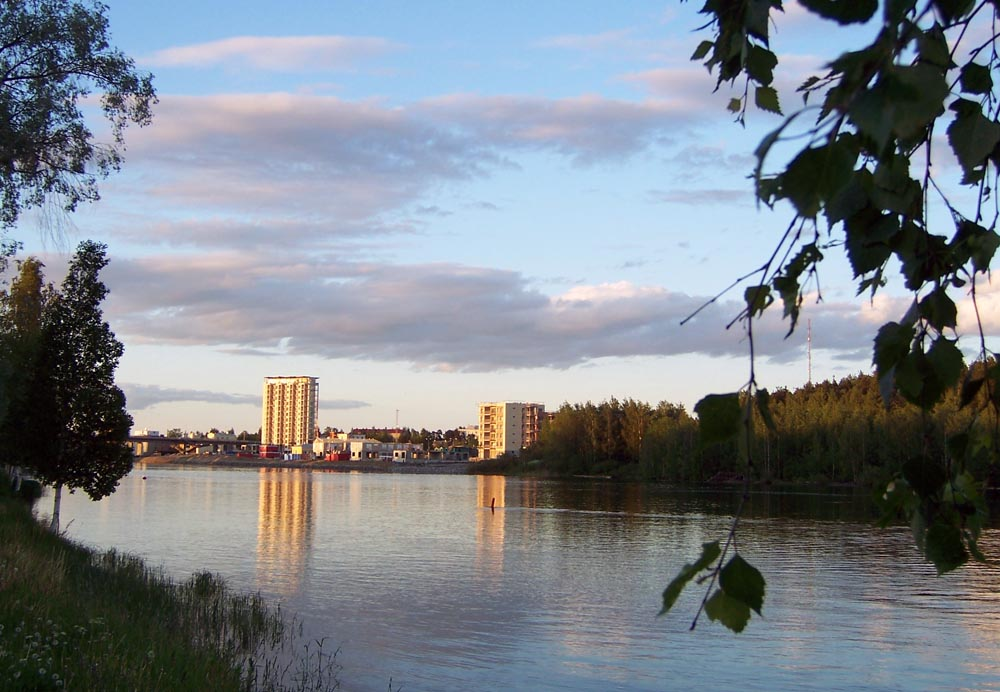

پِیِلیسْیوکی (انگلیسی: Pielisjoki) رودخانه ای به طول ۶۷ کیلومتر (۴۲ مایل) در شرق فنلاند است. این ششمین رودخانه پر جریان فنلاند و بزرگ‌ترین رودخانه ای است که به دریاچه سایما می‌ریزد. این رودخانه دو دریاچه بزرگ در کارلیای شمالی، پیلینن و پیهَسلْکا را به هم متصل می‌کند. شهر یوئنسو در دهانه رودخانه قرار دارد.